# SV Bernburg 1907
Der SV Bernburg 1907 war ein im Jahr 1907 gegründeter Sportverein im deutschen Reich. Er hatte seinen Sitz in der Stadt Bernburg, welche heute zum Salzlandkreis in Sachsen-Anhalt gehört.

## Geschichte
Nach der Gründung im Jahr 1907 schloss sich die Fußball-Mannschaft im Jahr 1909 auch dem neugegründeten Gau Anhalt innerhalb des VMBV an. Die Platzierung in der ersten Saison (1909/10) ist dabei jedoch nicht mehr überliefert.
Zur Saison 1917/18 stieg die Mannschaft wieder auf und erreicht am Ende der Saison den zweiten Platz, bedingt durch die Punktgleichheit mit dem FC Cöthen 02 (18:6 Punkte), kam es zu einem Entscheidungsspiel um den Meistertitel. Dieses Spiel konnte dann am 29. März 1918 in Dessau mit 3:1 vom FC Cöthen gewonnen werden. Dieses Ergebnis wurde dann anschließend jedoch vom Spielausschuss annulliert, womit es zu einem Wiederholungsspiel kommen musste. Aus Terminnot wurde dann aber der FC Cöthen als Teilnehmer an der Endrunde um die Meisterschaft nominiert. Das Wiederholungsspiel fand dann am 25. August 1918 erneut in Dessau statt und konnte von Bernburg mit 4:2 gewonnen werden.
In den folgenden Saisons kam die Mannschaft nicht mehr aus dem Tabellen-Keller heraus, zwar konnte man die Klasse stets halten. Mit Wacker Bernburg gab es jedoch schon bald schon lokale Konkurrenz, die dann später auch erfolgreicher werden konnte. Nach der Machtergreifung der Nationalsozialisten wurde die Mannschaft dann in die Zweitklassige Bezirksklasse Magdeburg-Anhalt eingruppiert. In der ersten Saison dort belegte der Verein mit 19:23 Punkten den neunten Platz. Nach der Saison 1935/36 stieg die Mannschaft allerdings mit nur 17:23 Punkten über den 10. Platz in die 1. Kreisklasse ab. Nach der Saison 1938/39 stieg die Mannschaft wieder in die Bezirksklasse auf und belegte in der ersten Saison mit 8:16 Punkten den sechsten Platz was für den Klassenerhalt nicht reichen sollte. Zur Saison 1941/42 stieg die Mannschaft erneut in die mittlerweile 1. Klasse heißende Liga auf. Diesmal konnte mit 18:18 Punkten auf dem fünften Platz auch die Klasse gehalten werden.
Durch den fortschreitenden Zweiten Weltkrieg nötig gewordene Strukturänderungen bildeten die Kreise Bernburg und Köthen in der Saison 1943/44 eine eigene Spielklasse. Zur Saison 1944/45 wurde die Mannschaft dann in den Bezirk Küthen-Bernburg innerhalb der Gauliga Mitte eingruppiert. Über Spielergebnisse aus dieser Saison ist nichts mehr bekannt, bedingt durch den Krieg wurde sie auch nicht zu Ende gespielt. Am Ende des Krieges wurde der Verein dann auch aufgelöst.